# Drapelele Americii de Sud
Aceasta este o listă de drapele naționale și internaționale folosite în America de Sud.

## Drapele internaționale

Drapelul de Comunității Andine
Drapelul de Mercosur
Drapelul Organizației Statelor Americane
Drapelul Uniunei Națiunilor Sud-Americane

## Țări independente

Drapelul Argentinei
Drapelul Boliviei
Drapelul Braziliei
Drapelul Chile
Drapelul Columbiei
Drapelul Ecuadorului
Drapelul Guyanei
Drapelul Republicii Panama1
Drapelul Paraguayului
Drapelul Perului
Drapelul Suriname
Drapelul Trinidadului și Tobago2
Drapelul Uruguayului
Drapelul Venezuelei

## Dependențe

Drapelul Arubei1 (Regatul Țărilor de Jos)
Drapelul Bonaire1 (Olanda)
Drapelul Curaçao1 (Regatul Țărilor de Jos)
Drapelul Insulelor Falkland (Regatul Unit)
Drapelul Georgiei de Sud și Insulelor Sandwich de Sud (Regatul Unit)
Drapelul Guianei Franceze (neoficial) (Franța)